# تاوولژان
تاوولژان (روسی: Озеро Таволжан) یک دریاچه در مرز استان تیومن روسیه و کشور قزاقستان است.